# Norwegian Dream
Norwegian Dream és una pel·lícula dramàtica de Leiv Igor Devold. Es tracta d'una coproducció de Noruega, Polònia i Alemanya. El film és un coming-of-age que segueix un jove polonès que treballa en una fàbrica de peix a Noruega i que desenvolupa sentiments per un company de feina. La pel·lícula es va estrenar al festival de cinema Kosmorama de Trondheim el març de 2023 i va arribar als cinemes noruecs poc després. La seva estrena a Alemanya va tenir lloc a principis de febrer de 2024. S'ha subtitulat al català.
El rodatge va tenir lloc a Noruega a la tardor del 2021.